# Parc national Yendegaia
Le parc national Yendegaia (en espagnol : parque nacional Yendegaia) est une aire protégée située sur la grande île de la Terre de Feu, dans la région de Magallanes et de l'Antarctique chilien au sud du Chili. Il couvre une superficie de 150 612 ha de terrain montagneux et de forêts magellaniques. Il borde le parc national Alberto de Agostini et le parc national Tierra del Fuego.

## Création
La création du parc national Yendegaia est le résultat d'une collaboration public-privé entre le gouvernement du Chili et la Yendegaia Foundation, l'un des projets de conservation de l'environnement de Douglas et Kris Tompkins. L'idée de la création du parc apparaît pour la première fois en 2011 et est l'un des projets lancés pour la célébration du Bicentenaire du Chili. Il est composé de 111 832 ha de terres appartenant à l'État chilien et de 38 780 ha appartenant à la Estancia Yendegaia, l'une des branches de la Fondation Tompkins. La localisation de Yendegaia, qui jouxte le parc national Tierra del Fuego (en Argentine) a permis la création d'un parc transfrontalier par l'Union internationale pour la conservation de la nature ou « Parc de la paix ».

## Géographie
Le parc est situé au sud du fleuve Azopardo et s'étend d'ouest en est de la cordillère Darwin jusqu'à la frontière avec l'Argentine et du canal Beagle (au sud) jusqu'au lac Fagnano (au nord). Le parc national Yendegaia créé un corridor écologique contigüe entre le parc national Alberto de Agostini (au Chili) et le parc national Tierra del Fuego (en Argentine). Le paysage est composé de montagnes, glaciers, lacs, canaux, fleuves et fjords.

## Faune et flore
Le parc protège les dernières forêts de hêtres sub-antarctiques, l'une des rares restantes datant du super-continent Gondwana, il y a  180 millions d'années. Parmi les autres espèces présentes dans le parc, il est possible de citer la lenga (Nothofagus pumilio), le canelo (Drimys winteri) et le coigüe (Nothofagus dombeyi). La zone est un habitat important pour trois espèces en danger d'extinction (le renard de Magellan, la loutre de rivière et les ouettes à tête rousse), ainsi qu'une vaste variété de faune et de flore, dont 128 espèces de plantes vasculaires et 49 espèces d'oiseaux.

## Administration et accès
Le parc national est administré par la CONAF chilienne. La ville la plus proche est Porvenir au Chili, mais la ville argentine d'Ushuaïa est également située à proximité. Il est possible d'accéder au parc par la mer, depuis Puerto Williams, ou par la route en empruntant la Y-85 depuis Porvenir.

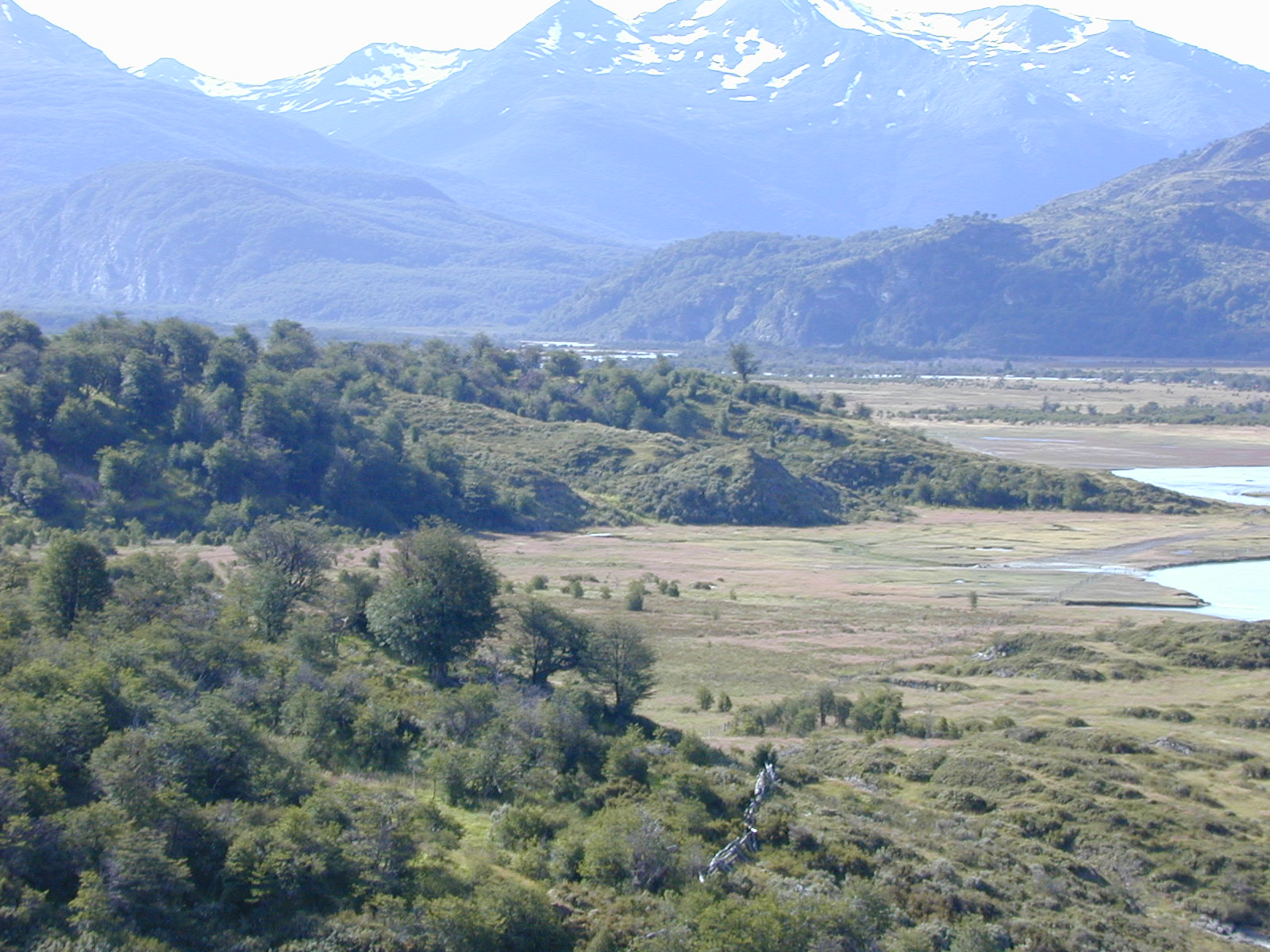
Vallée Yendegaia

## Pistes
Le parc n'ayant été créé que récemment (en décembre 2013), les pistes officielles n'ont pas encore été tracées, mais de nombreuses pistes existent, avec différents niveaux de difficultés. Elles partent des deux extrémités de la route Y-85 et depuis le lac Fagnano.

## Climat
Le climat dans la région est un climat océanique subpolaire, selon la classification de Köppen. Le climat de la région est variable et souvent inhospitalier avec de fortes pluies et un ciel régulièrement couvert. En hiver, de juin à septembre, la température peut descendre jusqu'à −11 °C. En été, la température peut atteindre 24 °C.

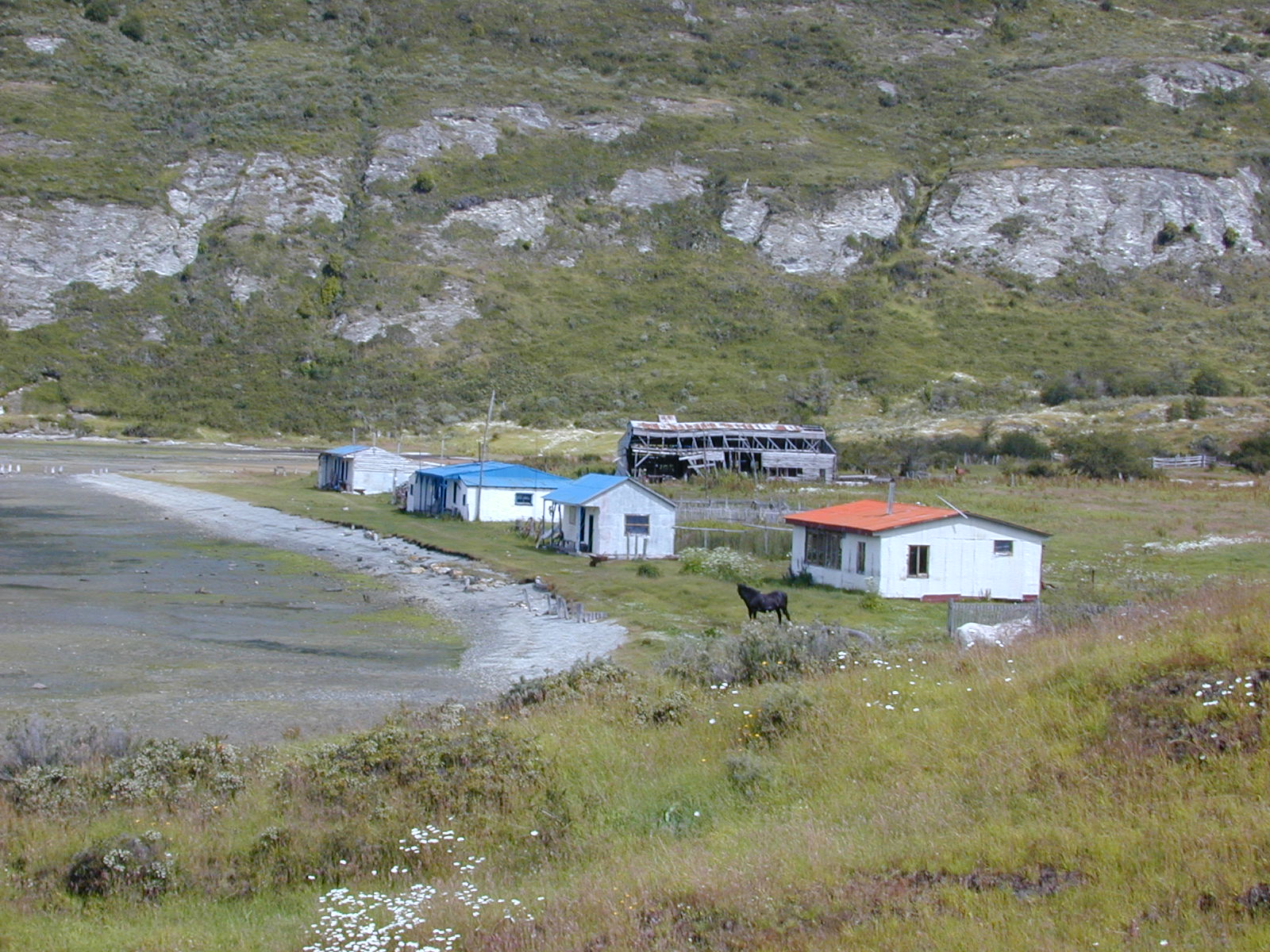
Les restes de l'ancienne estancia Yendegaia, aujourd'hui abandonnée.